# Ministerio del Trabajo, Higiene y Previsión Social
El Ministerio del Trabajo, Higiene y Previsión Social fue un antiguo ministerio colombiano, existente entre 1938 y 1947. 

## Historia
El Ministerio fue creado el 6 de agosto de 1938, mediante la ley 96 de ese año, sancionada por el Congreso de la República, misma ley que también creó el Ministerio de Economía Nacional, producto de la fusión del Ministerio de Industrias y Trabajo y el Ministerio de Agricultura y Comercio. Sin embargo, algunas de las funciones del Ministerio de Industrias y Trabajo fueron asumidas por el Ministerio del Trabajo, Higiene y Previsión Social.
El recién creado ministerio fue la primera vez que el Trabajo y la agenda laboral, sanitaria y social era un tema de primer orden en el tema nacional. El Ministerio existió hasta el 11 de diciembre de 1946, cuando se nombraron un Ministro de Higiene y un Ministro de Trabajo, pero no fue sino hasta el 23 de abril de 1947 que el Ministerio desapareció oficialmente. 

## Listado de Ministros
La siguiente es la lista de ministros que ocuparon la titularidad de la cartera:
| N.° | Ministros                     | Inicio                  | Final                   | Presidente             | Ref.  |
| --- | ----------------------------- | ----------------------- | ----------------------- | ---------------------- | ----- |
| 9°  | Blas Herrera Anzoátegui       | 7 de agosto de 1946     | 23 de abril de 1947     | Mariano Ospina Pérez   | [ 2 ] |
| 8°  | Adán Arriaga Andrade          | 7 de agosto de 1945     | 7 de agosto de 1946     | Alberto Lleras Camargo | [ 3 ] |
| 8°  | Adán Arriaga Andrade          | 12 de julio de 1944     | 7 de agosto de 1945     | Alfonso López Pumarejo | [ 4 ] |
| -   | Gustavo Gómez Hurtado (e)     | 10 de julio de 1944     | 12 de julio de 1944     | Alfonso López Pumarejo | [ 4 ] |
| 7°  | Adán Arriaga Andrade          | 30 de junio de 1944     | 10 de julio de 1944     | Alfonso López Pumarejo | [ 4 ] |
| 6°  | Moisés Prieto                 | 6 de marzo de 1944      | 30 de junio de 1944     | Darío Echandía Olaya   | [ 5 ] |
| 5°  | Jorge Eliécer Gaitán Ayala    | 19 de noviembre de 1943 | 6 de marzo de 1944      | Darío Echandía Olaya   | [ 5 ] |
| 5°  | Jorge Eliécer Gaitán Ayala    | 8 de octubre de 1943    | 19 de noviembre de 1943 | Alfonso López Pumarejo | [ 6 ] |
| 4°  | Abelardo Forero Benavides     | 23 de agosto de 1943    | 8 de octubre de 1943    | Alfonso López Pumarejo | [ 6 ] |
| 3°  | Arcesio Londoño Palacio       | 7 de agosto de 1942     | 23 de agosto de 1943    | Alfonso López Pumarejo | [ 6 ] |
| 2°  | José Joaquín Caicedo Castillo | 31 de marzo de 1939     | 7 de agosto de 1942     | Eduardo Santos Montejo | [ 7 ] |
| -   | Arturo Robledo                | 14 de enero de 1939     | 31 de marzo de 1939     | Eduardo Santos Montejo | [ 7 ] |
| 1°  | Alberto Jaramillo Sánchez     | 7 de agosto de 1938     | 14 de enero de 1939     | Eduardo Santos Montejo | [ 7 ] |

### Ministros encargados
| Nombre                   | Fecha de designación | Cargo                         | Presidente             | Ref.  |
| ------------------------ | -------------------- | ----------------------------- | ---------------------- | ----- |
| Alberto Camacho Angarita | 27 de marzo de 1946  | Ministro de Minas y Petróleos | Alberto Lleras Camargo | [ 2 ] |